# Gilles Corbineau
Pour les articles homonymes, voir Corbineau.
Gilles Corbineau est un architecte et sculpteur français du XVIIe siècle, né vers 1625. Il fait partie d'une famille d'architectes français : les Corbineau. On les trouve simultanément en Anjou et au comté de Laval.

## Biographie

### Origine
Il est le fils de Pierre Corbineau, architecte avec qui il collabore.

### Biographie
Il s'est adonné surtout à la sculpture, il se qualifie lui-même de « maître sculpteur » , même s'il est désigné comme « architecte » auparavant.
Le 18 septembre 1649, le Chapitre d'Angers le charge de construire le tombeau de l'évêque, Claude de Rueil, qui vient de mourir. Le 2 janvier 1653, on pose à Brie, la première pierre de deux autels entrepris par honorables hommes Pierre Corbineau, maître architecte du palais de Rennes, et Gilles Corbineau, son fils. Pour Jacques Salbert, les deux autels latéraux sont de Gilles Corbineau uniquement, comme une œuvre d'un sculpteur, il ajoute qu'il est possible aussi que les retables latéraux de La Bazouge-de-Chemeré soient aussi de sa main en raison des analogies avec le retable de Brie.
Il collabore avec son père à Château-Gontier, à Rennes. Il se dirige vers Nantes, où il se fixe en 1655. Il devient architecte de cette ville en 1659, et exécute d'importants travaux au château de Carheil,. Il était mort en 1668, époque où les actes mentionnent Françoise Pouétard, veuve de Gilles Corbineau, « vivant sculpteur architecque », tutrice de Marie, Françoise et Élisabeth Corbineau, mineures, « filles issues de son mariage avec ledit Gilles Corbineau, ledit Gilles, fils unique du second mariage de Pierre Corbineau et défunte Marie Beaugrand. »